# Shantae and the Pirate's Curse
Shantae and the Pirate's Curse es un juego de plataformas de WayForward Technologies para Nintendo 3DS, lanzado el 23 de octubre de 2014 a través de Nintendo eShop·, para Wii U el 25 de diciembre en Norteamérica y para Microsoft Windows (PC) el 23 de abril de 2015. El juego estaba previsto inicialmente sólo para la Nintendo 3DS, pero en el E3 2014 WayForward anunció que el juego también se iba desarrollar para la plataforma Wii U.
El juego fue anunciado en el número de noviembre de 2012 de Nintendo Power. Es el tercero episodio de la serie Shantae siendo la secuela de Shantae: Risky's Revenge. Un cuarto episodio, Shantae: Half-Genie Hero, está previsto.

## Argumento
Después de los eventos de Shantae: Risky's Revenge, durante los cuales Shantae tuvo que destruir la personificación de sus poderes, ella tuvo que adaptarse a una vida sin poderes de genio. Pero un día, la ciudad de Scuttle Town es atacada por el nuevo alcalde de la ciudad, Ammo Baron, Shantae no le queda de otra que luchar dependiendo de su larga cabellera como su única arma principal de defensa, en ese mismo día después de la batalla, Shantae es visitada por su nemesis, Risky Boots, quién la atrapa para preguntarle donde están sus armas y su tripulación, cosa que Shantae no sabe y es arrastrada a la fuerza por Risky al taller de Mimic, quien es el tío de Shantae, ante su sorpresa Shantae ve un tinkerbeat, uno de los servidores de Risky, y ella no haya como explicarle porque su tío le tenía encerrado en una cápsula, en ese mismo instante un polvo negro se apodera del tinkerbat transformándolo en un monstruo y liberándose rompiendo el cristal, Shantae lucha contra él y después Risky le da una lámpara magica a ella para que succione el polvo negro, en seguida Risky se da cuenta de la situación y le informa que su magia de genio fue rota en veinte fragmentos. Estos fragmentos se han fusionado con los Tinkerbats y ahora quieren resucitar al antiguo mentor de Risky, el Pirate Master, lo que significaría el fin de Sequin Land.
Llegando a un acuerdo Shantae podría recuperar su magia y Risky sus armas y su ejército de tinkerbeats, las dos enemigas forman una alianza frágil para recuperar los fragmentos de magia e impedir la resurrección del Pirate Master. Sin sus poderes de genio, Shantae debe aprender a ser una pirata para terminar su aventura y salvar la Scuttle Town.

## Modo de juego
Los jugadores controlan a la semi-genio Shantae, quién intenta recuperar los veinte fragmentos de su magia de genio diseminados a través de Sequin Land. Al contrario de los juegos anteriores, en los cuales Shantae utilizaba su magia de genio para transformarse, ella debe ahora adquirir diferentes equipos de pirata para hacer progresos en el juego. Estos elementos son: Botas, cimitarra, sombrero pirata, pistola y un cañón.
Estos tienen varios usos que sirven para ir desbloqueando obstáculos de distintas zonas y son claves esenciales para ir avanzando el juego. Cada objeto desempeña un papel fundamental para el avance de distintas zonas de juego como:
- Pistola: Se usa para atacar a enemigos a distancia y también para disparar a máscaras de piedras que desbloquean pasajes.

- Sombrero Pirata: Sirve como paracaídas, permaneciendo más tiempo en el aire y acceder a lugares muy distantes.

- Cimitarra: Se utiliza para atacar a los enemigos desde arriba después de un salto o una caída y también para romper bloques que acceden a zonas ocultas.

- Cañón: Este objeto ayuda a realizar un triple salto con el disparo del cañón, también puedes atacar a los enemigos disparándoles hacia abajo.

- Botas: Sirve para correr más rápido, automáticamente Shantae usa la cimitarra mientras corre para destruir todo a su paso, entre estos: enemigos, jarrones y romper bloques más duros para acceder a otras zonas del mapa.

El equipo de pirata puede ser mejorado durante el juego para volver a ser más eficiente.
Lugares anteriores y nuevos aparecen a través de Sequin Land. Shantae and the Pirate's Curse fue descrito cómo dos veces más largo que Shantae: Risky's Revenge y el jugador visita nuevas zonas cómo el infierno y los cielos. El sistema de mapa del juego precedente es reemplazado por otro sistema más similar al de Metroid y cómo en Metroid, hay pasajes secretos.
El juego tiene también efectos de 3D similares a los de Mighty Switch Force!, otro juego de WayForward de la Nintendo 3DS.